# Padilla de Abajo
Padilla de Abajo è un comune spagnolo di 78 abitanti situato nella comunità autonoma di Castiglia e León.
Vi si trova una cappella romana che ospita una figura della Vergine Maria chiamata Nuestra Señora del Torreon.

## Geografia fisica
Si trova tra i fiumi Odra e Pisuerga, nella pianura fluviale limitata tra i páramos de Castrojeriz e le pendici della Peña Amaya.

## Curiosità
- Molti dei suoi abitanti hanno ancora il cognome "Padilla".